# Snellville
Snellville és una població dels Estats Units a l'estat de Geòrgia. Segons el cens del 2006 tenia 19.983 habitants.

## Demografia
Segons el cens del 2000, Snellville tenia 15.351 habitants, 5.256 habitatges, i 4.315 famílies. La densitat de població era de 613,6 habitants/km².
Dels 5.256 habitatges en un 38,2% hi vivien nens de menys de 18 anys, en un 70,3% hi vivien parelles casades, en un 9% dones solteres, i en un 17,9% no eren unitats familiars. En el 15% dels habitatges hi vivien persones soles el 7,2% de les quals corresponia a persones de 65 anys o més que vivien soles. El nombre mitjà de persones vivint en cada habitatge era de 2,87 i el nombre mitjà de persones que vivien en cada família era de 3,18.
Per edats la població es repartia de la següent manera: un 26,6% tenia menys de 18 anys, un 7,3% entre 18 i 24, un 27,4% entre 25 i 44, un 26,5% de 45 a 60 i un 12,3% 65 anys o més.
L'edat mediana era de 39 anys. Per cada 100 dones de 18 o més anys hi havia 89,2 homes.
La renda mediana per habitatge era de 67.715 $ i la renda mediana per família de 74.077 $. Els homes tenien una renda mediana de 50.861 $ mentre que les dones 31.972 $. La renda per capita de la població era de 25.992 $. Entorn del 2,1% de les famílies i el 3% de la població estaven per davall del llindar de pobresa.

## Poblacions més properes
El següent diagrama mostra les poblacions més properes.